# رقص کاکاسیاه‌ها
رقص کاکاسیاه‌ها (انگلیسی: Dancing Darkies) یک فیلم آمریکایی در سبک مستند به کارگردانی ویلیام کندی دیکسون است که در سال ۱۸۹۶ منتشر شد.